# Swedish Open 2022
Il Swedish Open 2022 è stato un torneo di tennis giocato sulla terra rossa. È stata la 74ª edizione del torneo maschile, facente parte della categoria ATP Tour 250 nell'ambito dell'ATP Tour 2022 e la 12ª del femminile, facente parte della categoria WTA 125 del WTA Challenger Tour 2022. Sia il torneo maschile che femminile si sono giocati al Båstad Tennis Stadium di Båstad, in Svezia. Il torneo maschile si è tenuto dall'11 al 17 luglio 2022, mentre quello femminile dal 4 al 9 luglio 2022.

## Distribuzione dei punti e del montepremi

### Punti
| Evento              | V   | F   | SF | QF | 2T | 1T   | Q    | Q2   | Q1   |
| Singolare maschile  | 250 | 150 | 90 | 45 | 20 | 0    | 12   | 6    | 0    |
| Doppio maschile     | 250 | 150 | 90 | 45 | 0  | N.D. | N.D. | N.D. | N.D. |
| Singolare femminile | 160 | 95  | 57 | 29 | 15 | 1    | N.D. | N.D. | N.D. |
| Doppio femminile    | 160 | 95  | 57 | 29 | 1  | N.D. | N.D. | N.D. | N.D. |

### Montepremi
| Evento              | V       | F       | SF      | QF      | 2T     | 1T     | Q2     | Q1     |
| Singolare maschile  | €85,945 | €45,265 | €24,520 | €13,970 | €8,230 | €4,875 | €2,195 | €1,100 |
| Doppio maschile *   | €26,110 | €13,730 | €7,440  | €4,260  | €2,490 | N.D.   | N.D.   | N.D.   |
| Singolare femminile | $20,000 | $11,400 | $6,500  | $4,000  | $2,325 | $1,175 | N.D.   | N.D.   |
| Doppio femminile *  | $5,500  | $2,700  | $1,400  | $750    | $450   | N.D.   | N.D.   | N.D.   |

* per coppia

## Partecipanti ATP singolare

### Teste di serie
| Nazionalità | Giocatore             | Ranking* | Testa di serie |
| ----------- | --------------------- | -------- | -------------- |
| Norvegia    | Casper Ruud           | 6        | 1              |
|             | Andrej Rublëv         | 8        | 2              |
| Argentina   | Diego Schwartzman     | 15       | 3              |
| Spagna      | Roberto Bautista Agut | 19       | 4              |
| Spagna      | Pablo Carreño Busta   | 20       | 5              |
| Georgia     | Nikoloz Basilašvili   | 26       | 6              |
| Danimarca   | Holger Rune           | 29       | 7              |
| Argentina   | Sebastián Báez        | 35       | 8              |

- 1 Ranking aggiornato al 27 giugno 2022

### Altri partecipanti
I seguenti giocatori hanno ricevuto una wild card per il tabellone principale:
- Elias Ymer
- Stan Wawrinka
- Lorenzo Musetti

Il seguente giocatore è entrato in tabellone con il ranking protetto:
- Dominic Thiem

I seguenti giocatori sono passati dalle qualificazioni:

- Marc-Andrea Hüsler
- Pedro Sousa
- Tomás Martín Etcheverry
- Federico Delbonis

Il seguente giocatore è entrato in tabellone come lucky loser:
- Fabio Fognini

### Ritiri
Prima del torneo
- Filip Krajinović → sostituito da  Hugo Gaston
- Pedro Martínez → sostituito da  Daniel Altmaier
- Alex Molčan → sostituito da  Laslo Đere
- Oscar Otte → sostituito da  Federico Coria
- Arthur Rinderknech → sostituito da  Fabio Fognini

## Partecipanti ATP doppio

### Teste di serie
| Nazionalità | Giocatore      | Nazionalità | Giocatore            | Ranking* | Testa di serie |
| ----------- | -------------- | ----------- | -------------------- | -------- | -------------- |
| India       | Rohan Bopanna  | Paesi Bassi | Matwé Middelkoop     | 47       | 1              |
| Italia      | Simone Bolelli | Italia      | Fabio Fognini        | 57       | 2              |
| Kazakistan  | Andrej Golubev | Argentina   | Máximo González      | 74       | 3              |
| Brasile     | Rafael Matos   | Spagna      | David Vega Hernández | 82       | 4              |

* Ranking del 27 giugno 2022

### Altri partecipanti
Le seguenti coppie di giocatori hanno ricevuto una wild card per il tabellone principale:
- Filip Bergevi /  Łukasz Kubot
- Leo Borg /  Elias Ymer

La seguente coppia di giocatori è entrata in tabellone usando il ranking protetto:
- Fabrice Martin /  Franko Škugor

Le seguenti coppie di giocatori sono entrate in tabellone come alternate:
- Francisco Cerúndolo /  Tomás Martín Etcheverry
- Marc-Andrea Hüsler /  Pavel Kotov

### Ritiri
Prima del torneo
- Harri Heliövaara /  Emil Ruusuvuori → sostituiti da  Aslan Karacev /  Philipp Oswald
- Nikola Ćaćić /  Filip Krajinović → sostituiti da  Nikola Ćaćić /  Oleksandr Nedovjesov
- Pedro Martínez /  Albert Ramos Viñolas → sostituiti da  Marc-Andrea Hüsler /  Pavel Kotov
- Kevin Krawietz /  Andreas Mies → sostituiti da  Francisco Cerúndolo /  Tomás Martín Etcheverry

## Partecipanti WTA singolare

### Teste di serie
| Nazionalità | Giocatore                 | Ranking* | Testa di serie |
| ----------- | ------------------------- | -------- | -------------- |
| Cina        | Zheng Qinwen              | 52       | 1              |
| Slovacchia  | Anna Karolína Schmiedlová | 84       | 2              |
| Francia     | Clara Burel               | 95       | 3              |
| Svezia      | Rebecca Peterson          | 96       | 4              |
| Ungheria    | Panna Udvardy             | 100      | 5              |
| Stati Uniti | Lauren Davis              | 102      | 6              |
| Giappone    | Misaki Doi                | 108      | 7              |
|             | Kamilla Rachimova         | 109      | 8              |

* Ranking del 27 giugno 2022

### Altre partecipanti
Le seguenti giocatrici hanno ricevuto una wild-card per il tabellone principale:
- Jacqueline Cabaj Awad
- Caijsa Hennemann
- Kajsa Rinaldo Persson
- Lisa Zaar

La seguente giocatrice è entrata in tabellone con il ranking protetto:
- Varvara Flink

Le seguenti giocatrici sono entrate in tabellone con il ranking protetto:
- Peangtarn Plipuech
- Olivia Tjandramulia

### Ritiri
- Kateryna Baindl → sostituita da  Malene Helgø
- Louisa Chirico → sostituita da  Peangtarn Plipuech
- Magdalena Fręch → sostituita da  Grace Min
- Anna Kalinskaja → sostituita da  Jang Su-jeong
- Katarzyna Kawa → sostituita da  Renata Zarazúa
- Marta Kostjuk → sostituita da  Anastasia Kulikova
- Danka Kovinić → sostituita da  Valentini Grammatikopoulou
- Aleksandra Krunić → sostituita da  Katarina Zavac'ka
- Claire Liu → sostituita da  Louisa Chirico
- Nuria Párrizas Díaz → sostituita da  İpek Öz
- Zheng Qinwen → sostituita da  Olivia Tjandramulia

## Partecipanti WTA doppio

### Teste di serie
| Nazionalità | Giocatore                  | Nazionalità | Giocatore          | Ranking* | Testa di serie |
| ----------- | -------------------------- | ----------- | ------------------ | -------- | -------------- |
| Giappone    | Miyu Katō                  | Indonesia   | Aldila Sutjiadi    | 163      | 1              |
| Stati Uniti | Ingrid Neel                | Thailandia  | Peangtarn Plipuech | 214      | 2              |
| Ungheria    | Panna Udvardy              | Rep. Ceca   | Renata Voráčová    | 224      | 3              |
| Grecia      | Valentini Grammatikopoulou | Francia     | Elixane Lechemia   | 248      | 4              |

* Ranking del 27 giugno 2022

### Altri partecipanti
La seguente coppia ha ricevuto una wild card per il tabellone principale:
- Kajsa Rinaldo Persson /  Lisa Zaar

## Campioni

### Singolare maschile
Francisco Cerúndolo ha battuto in finale  Sebastián Báez con il punteggio di 7-6(4), 6-2.  
- È il primo titolo in carriera per Cerúndolo.

### Singolare femminile
Jang Su-jeong ha sconfitto in finale  Rebeka Masarova con il punteggio di 3-6, 6-3, 6-1.

### Doppio maschile
Rafael Matos /  David Vega Hernández hanno battuto in finale  Simone Bolelli /  Fabio Fognini con il punteggio di 6-4, 3-6, [13-11].

### Doppio femminile
Misaki Doi /  Rebecca Peterson hanno sconfitto in finale  Mihaela Buzărnescu /  Irina Chromačëva per ritiro.